# 3,4-Metylenodioksykatynon
3,4-Metylenodioksykatynon, bk-MDA, MDC – organiczny związek chemiczny, pochodna katynonu o działaniu stymulującym i empatogennym. β-Ketonowy analog 3,4-metylenodioksyamfetaminy (MDA).